# Gyarahalli, Hassan
Gyarahalli là một làng thuộc tehsil Hassan, huyện Hassan, bang Karnataka, Ấn Độ.